# Wladimir Nikolajewitsch Kowaljow
Wladimir Nikolajewitsch Kowaljow (russisch Владимир Николаевич Ковалёв; * 2. Februar 1953 in Moskau) ist ein ehemaliger sowjetischer Eiskunstläufer, der im Einzellauf startete. Er ist der Weltmeister von 1977 und 1979 und der Europameister von 1975.
1972 wurde er überraschend sowjetischer Meister und gewann bei seiner ersten Weltmeisterschaft prompt die Bronzemedaille hinter Ondrej Nepela und Landsmann Sergei Tschetweruchin. Im selben Jahr beendete er seine erste Europameisterschaft als Sechster und seine ersten Olympischen Spiele als Achter. Im Anschluss an die Saison begann er bei Sergei Tschetweruchin zu trainieren. Nachdem er 1973 an keinem Wettbewerb teilgenommen und 1974 eine Medaille bei der Europameisterschaft und der Weltmeisterschaft als jeweils Vierter knapp verpasst hatte, holte er 1975 mit dem Gewinn der Europameisterschaft in Kopenhagen seinen ersten großen internationalen Titel. Außerdem wurde er Vize-Weltmeister hinter seinem Landsmann Sergei Wolkow. 1976 wurde er Vize-Europameister, Vize-Weltmeister und olympischer Silbermedaillengewinner, in allen Fällen hinter dem Briten John Curry. Bei den Olympischen Spielen war seine Silbermedaille umstritten, da er trotz Fehlern vor Jan Hoffmann und Toller Cranston landete, was dem Publikum missfiel. 1977 in Tokio errang Kowaljow seinen ersten Weltmeisterschaftstitel knapp vor Jan Hoffmann, dem er sich bei der Europameisterschaft noch geschlagen geben musste. Auch 1978 und 1979 unterlag er Hoffmann bei den Europameisterschaften und musste sich mit Silber begnügen. 1979 in Wien konnte Kowaljow allerdings seinen zweiten Weltmeisterschaftstitel gewinnen, vor Robin Cousins und Jan Hoffmann. 1980 errang er noch einmal Bronze bei der Europameisterschaft, gab aber bei den Olympischen Spielen, nachdem er Fünfter nach der Pflicht war, auf. Offizieller Grund war Krankheit; angeblich wurde er von sowjetischen Offiziellen aufgrund seiner schlechten Konstitution gezwungen, aufzugeben.
Nach seinem Rücktritt begann er als Trainer in Moskau zu arbeiten und ab 1990 in Griechenland. Zu seinen Schülerinnen gehörten Kira Iwanowa, mit der er in den Achtzigern auch eine Beziehung hatte, Marija Butyrskaja und Natalja Lebedewa.

## Ergebnisse
| Wettbewerb / Jahr           | 1972 | 1973 | 1974 | 1975 | 1976 | 1977 | 1978 | 1979 | 1980 |
| --------------------------- | ---- | ---- | ---- | ---- | ---- | ---- | ---- | ---- | ---- |
| Olympische Winterspiele     | 8.   |      |      |      | 2.   |      |      |      | Z    |
| Weltmeisterschaften         | 3.   |      | 4.   | 2.   | 2.   | 1.   | 4.   | 1.   |      |
| Europameisterschaften       | 6.   |      | 4.   | 1.   | 2.   | 2.   | 2.   | 2.   | 3.   |
| Sowjetische Meisterschaften | 1.   |      | 3.   | 3.   |      | 1.   | 2.   |      |      |

- Z = Zurückgezogen